# Dallas, Skottland
Dallas är en ort i Storbritannien.   Den ligger i kommunen Moray och riksdelen Skottland, i den norra delen av landet, 700 km norr om huvudstaden London. Dallas ligger 155 meter över havet och antalet invånare är 138.
Terrängen runt Dallas är kuperad åt nordost, men åt sydväst är den platt. Terrängen runt Dallas sluttar norrut. Runt Dallas är det glesbefolkat, med 13 invånare per kvadratkilometer. Närmaste större samhälle är Elgin, 14,0 km nordost om Dallas. I omgivningarna runt Dallas växer i huvudsak blandskog.